# Identiteitsplaatje

Identiteitsplaatjes van Poolse legerofficieren gedood door de NKVD tijdens het Bloedbad van Katyn, opgegraven in de massagraven in Kharkiv

Een identiteitsplaatje of ID-hanger is een plaatje van metaal zoals roestvast staal, waarin teksten geponst kunnen worden die te maken hebben met de identiteit van de drager van het identiteitsplaatje. Deze informatie kan zijn de naam en adres, de naam van een instituut, overheidsorgaan of anderszins waarmee de drager gelieerd is, medische gegevens en andere informatie die relevant is voor het bepalen of bevestigen van de identiteit van de drager. 
Zo'n plaatje wordt meestal aan een kettinkje om de hals gedragen.

## Militair
In veel landen wordt een dergelijk plaatje aan militairen verstrekt. Andere formele en informele benamingen zijn: herkenningsplaatje (of hepla), hondenpenning (of het Engelse dog tag) of val-dood plaatje.
Vaak kan het plaatje in tweeën worden gebroken, wat gebeurt als de drager dood is. Op beide delen staan dezelfde gegevens. Het ene deel blijft bij het lijk, het andere deel dient voor de administratie. 

| Op het officiële Nederlandse identiteitsplaatje staat o.a.: - Voorletters.Familienaam - Geboortedatum.Volgnummer - Nationaliteit Geloof - Bloedgroep / Resusfactor (vervallen rond 2012; wordt sindsdien niet meer vermeld op het militaire identiteitsplaatje) | Bijvoorbeeld: - V.ACHTERNAAM - 89.12.31.123 - NL. GEEN - BLGR. AB / RH.D.POS |

## Ander gebruik
Ander gebruik is mogelijk voor mensen die bepaalde medische aandoeningen hebben. Wanneer zij niet kunnen communiceren wat hun probleem is, dan kan een identiteitsplaatje met de juiste gegevens uitkomst bieden. Sommige ouders geven zo'n plaatje aan de kinderen als ze nog niet zelf hun naam en adres kunnen noemen.
Anno 2006 was het dragen van identiteitsplaatjes een paar jaar populair onder jongeren.
Anno 2011 was dit weer een grote rage onder de jongeren.